# Düsseldorf-Kaiserswerth
Kaiserswerth (Nederlands: Keizersweerd) is een plaats in Noordrijn-Westfalen, thans een stadsdeel van Düsseldorf. Het stadje ligt aan de rechteroever van de Rijn halverwege Düsseldorf en Duisburg.

## Geschiedenis
Rond het jaar 700 stichtten monniken een benedictijnenabdij op een weerd (eiland) in de Rijn. Suïtbertus werd er de eerste abt. De plaats heette daarom aanvankelijk ook Suïtbertus-eiland. In 1045 bouwde keizer Hendrik III hier een palts of keizerlijke verblijfplaats. In 1181 kreeg Kaiserwerth het statuut van rijksstad.  In de 11e en 12e eeuw verzandde de oude Rijnarm, de Fieth, waardoor de stad niet langer op een eiland lag en niet langer verdedigbaar was. In 1273 kwam zij onder controle van de bisschop van Keulen. Door beslissingen van het Rijkskamergerecht in 1762/1772 kwam Kaiserswerth aan de Keur-Palts. Tijdens de Spaanse Successieoorlog was er een Frans garnizoen gelegerd in de versterkte stad, maar dit moest zich overgeven op 16 juni 1702.
In 1836 stichtte dominee Theodor Fliedner in Kaiserswert een ziekenhuis. Het werd tevens een soort opleidingsinstituut voor 'christelijke verpleegsters'. Hij richtte daarvoor de 'Rheinisch-Westfälische Diakonissenverein' op. In de jaren hierna werden op diverse plaatsen in Duitsland diaconessenhuizen opgericht. In 1850 bezocht de Britse verpleegster Florence Nightingale het diaconessenhuis in Kaiserswerth. Ze bleef er drie maanden en raakte onder de indruk van de toewijding van de diaconessen. Deze ervaringen speelden een rol bij haar verdere werk.

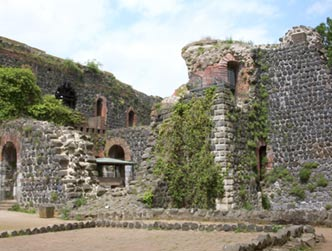
Ruïne van de Kaiserpfalz in Kaiserswerth

In 1929 werd Kaiserswerth een deel van Düsseldorf.

## Geboren in Kaiserwerth
- Friedrich Spee (1591-1635), jezuïet en bestrijder van heksenprocessen.